# Collegio uninominale Lombardia 2 - 04 (2017)
Il collegio elettorale uninominale Lombardia 2 - 04 è stato un collegio elettorale uninominale della Repubblica Italiana per l'elezione della Camera tra il 2017 ed il 2022.

## Territorio
Come previsto dalla legge elettorale italiana del 2017, il collegio era stato definito tramite decreto legislativo all'interno della circoscrizione Lombardia 2.
Era formato dal territorio di 20 comuni: Busto Arsizio, Cardano al Campo, Caronno Pertusella, Castellanza, Cislago, Fagnano Olona, Ferno, Gerenzano, Gorla Maggiore, Gorla Minore, Lonate Pozzolo, Marnate, Olgiate Olona, Origgio, Samarate, Saronno, Solbiate Olona, Somma Lombardo, Uboldo e Vizzola Ticino.
Il collegio era quindi interamente compreso nella provincia di Varese.
Il collegio era parte del Collegio plurinominale Lombardia 2 - 01.

## Eletti
| Elezione | Elezione | Deputato           | Partito                |
| -------- | -------- | ------------------ | ---------------------- |
|          | 2018     | Leonardo Tarantino | Lega - Salvini Premier |

## Dati elettorali

### XVIII legislatura
Come previsto dalla legge elettorale, 232 deputati erano eletti con sistema a maggioranza relativa in altrettanti collegi uninominali a turno unico.
| Candidati              | Candidati                    | Voti    | %     | Liste                           | Voti    | %     |
| ---------------------- | ---------------------------- | ------- | ----- | ------------------------------- | ------- | ----- |
|                        | Leonardo Tarantino ✔️ Eletto | 85 659  | 47,71 | Lega                            | 50 889  | 28,34 |
| Forza Italia           | Leonardo Tarantino ✔️ Eletto | 85 659  | 47,71 | 26 042                          | 14,50   |       |
| Fratelli d'Italia      | Leonardo Tarantino ✔️ Eletto | 85 659  | 47,71 | 6 963                           | 3,88    |       |
| Noi con l'Italia - UDC | Leonardo Tarantino ✔️ Eletto | 85 659  | 47,71 | 1 765                           | 0,98    |       |
|                        | Monica Gliera                | 42 729  | 23,80 | Movimento 5 Stelle              | 42 729  | 23,80 |
|                        | Valerio Mariani              | 40 569  | 22,59 | Partito Democratico             | 34 136  | 19,01 |
| +Europa                | Valerio Mariani              | 40 569  | 22,59 | 5 057                           | 2,82    |       |
| Italia Europa Insieme  | Valerio Mariani              | 40 569  | 22,59 | 801                             | 0,45    |       |
| Civica Popolare        | Valerio Mariani              | 40 569  | 22,59 | 575                             | 0,32    |       |
|                        | Federico Simonelli           | 4 313   | 2,40  | Liberi e Uguali                 | 4 313   | 2,40  |
|                        | Federico Palermo             | 1 989   | 1,11  | CasaPound                       | 1 989   | 1,11  |
|                        | Antonio Leva                 | 1 203   | 0,67  | Il Popolo della Famiglia        | 1 203   | 0,67  |
|                        | Mauro Negri                  | 1 048   | 0,58  | Potere al Popolo!               | 1 048   | 0,58  |
|                        | Matteo Sommaruga             | 799     | 0,44  | Grande Nord                     | 799     | 0,44  |
|                        | Riccardo Del Nonno           | 422     | 0,24  | 10 Volte Meglio                 | 422     | 0,24  |
|                        | Bruna Soin                   | 365     | 0,20  | Per una Sinistra Rivoluzionaria | 365     | 0,20  |
|                        | Silvana Becker               | 226     | 0,13  | Partito Valore Umano            | 226     | 0,13  |
|                        | Manuela Carella              | 126     | 0,07  | PRI - ALA                       | 126     | 0,07  |
|                        | Sara Shalby                  | 103     | 0,06  | Blocco Nazionale per le Libertà | 103     | 0,06  |
| Totale                 | Totale                       | 179 551 | 100   |                                 | 179 551 | 100   |
|                        |                              |         |       |                                 |         |       |
| Voti non validi        | Voti non validi              | 5 192   | 2,81  |                                 |         |       |
| Votanti                | Votanti                      | 184 743 | 76,40 |                                 |         |       |
| Elettori               | Elettori                     | 241 809 |       |                                 |         |       |